# Livingston Compagnia Aerea
Livingston Compagnia Aerea (omtalt Livingstone Airlines) er et flyselskab fra Italien. Selskabet har hub på Milano Malpensa Airport, og hovedkontor i Cardano al Campo i Lombardiet. Selskabet blev etableret i 2011 på resterne af Livingston Energy Flight.
Selskabet opererede i august 2012 rute- og charterflyvninger til omkring 30 destinationer i Europa og Nordafrika.

## Historie
Den 15. december 2011 købte Riccardo Toto landingstilladelser, navn og andre aktiver fra Livingston Energy Flight, der i oktober 2010 havde fået inddraget sit Air operator's certificate (AOC) af de italienske myndigheder. Dermed var et nyt selskab med navnet Livingston Compagnia Aerea etableret, og var ejet af moderselskabet New Livingston S.p.A.
Selskabet blev præsenteret for offentligheden på en turistmesse i Milano den 16. februar 2012, og den 28. marts samme år fik Livingston sine operationelle tilladelser. Tre dage efter at alle tilladelser var godkendt, fandt selskabets første officielle afgang sted, da et Airbus A320-200 fly med plads til 180 passagerer lettede fra Milano Malpensa Airport med kurs mod Marsa Alam International Airport i Marsa Alam, Egypten. I starten af juli 2012 åbnede selskabet sin anden base, da fly og besætning blev placeret på Verona Airport.
Efter det italienske lavprisselskab Wind Jet kollapsede i august 2012, annoncerede Livingston at det ville overtage flere af Wind Jets ruter, deriblandt to til Københavns Lufthavn. Disse ruter ville blive betjent med et indlejet MD83-fly.

## Flyflåde
Selskabet havde i august 2012 en flyflåde bestående af fem fly med en gennemsnitsalder på 8.1 år, hvoraf alle var af typen Airbus A320-200.
Fra december 2012 ville leveringen af to Airbus A330-200 langdistancefly blive indledt.